# Microstylum nigrum
Microstylum nigrum är en tvåvingeart som beskrevs av Jacques-Marie-Frangile Bigot 1859. Microstylum nigrum ingår i släktet Microstylum och familjen rovflugor.
Artens utbredningsområde är Madagaskar. Inga underarter finns listade i Catalogue of Life.